# 比恵
比恵（ひえ）は、福岡県福岡市博多区の地名。現行の行政地名は　東比恵一丁目から四丁目まで及び比恵町（住居表示実施済）。面積は、東比恵一丁目から四丁目までが58.54ヘクタール、比恵町が13.89ヘクタール、合計が72.42ヘクタール。2023年3月末現在の人口は、東比恵一丁目から四丁目までが4,992人、比恵町が4,253人、合計が9,245人。郵便番号は、東比恵一丁目から四丁目までが812-0007、比恵町が812-0014。

## 地理
福岡市の都心とされる中央区天神の東約3キロメートル、博多区のほぼ中央に位置し、御笠川を境に東に東比恵と西に比恵町がある。北東で豊（）及び榎田（）と、南東で上牟田（）及び山王（）と、南西で博多駅南と、西で御笠川を介して博多駅東と、北西で東光（）と隣接している。また、博多駅東など比恵町周辺に中比恵という旧称の名残がある。
| 東比恵一丁目から四丁目までの地図 | 比恵町の地図 |

## 歴史
1889年（明治22年）の町村制施行以前は比恵村など、町村制施行後は那珂郡堅粕村大字比恵などとなった。1913年（大正2年）10月1日に町制し堅粕町となり、1928年（昭和3年）4月1日に福岡市に編入し、1972年（昭和47年）4月1日に政令指定都市となり、博多区の一部となった。

### 町域の変遷
現在の地名は、1969年（昭和44年）及び1972年（昭和47年）における住居表示の実施に伴う地名変更によって定められたものであり、その実施前後の地名は次表のとおりである。
| 住居表示実施後               | 実施年月日         | 住居表示実施前（各大字・町名ともその一部）                                                                                       |
| ---------------------------- | ------------------ | --- |
| 比恵町                       | 1969年（昭和44年） | 比恵町・瑞穂町・山王町・大字比恵                                                                                                 |
| 東比恵一丁目から東比恵四丁目 | 1972年（昭和47年） | 松本町・栗原町・若菜町・比恵新町・池田町・屋敷町・東光町・平田町・千把町・田中町・津屋町・八田町・上牟田町・大字堅粕・大字下臼井 |

## 人口
東比恵一丁目から四丁目まで及び比恵町について、それぞれ人口の推移を福岡市の住民基本台帳（公称町別）に基づき示す（単位：人）。集計時点は各年9月末現在である。

### 東比恵一丁目から四丁目まで
- 2001年（平成13年）：2,954
- 2002年（平成14年）：2,983
- 2003年（平成15年）：2,906
- 2004年（平成16年）：3,021
- 2005年（平成17年）：3,053
- 2006年（平成18年）：3,050
- 2007年（平成19年）：3,127
- 2008年（平成20年）：3,174
- 2009年（平成21年）：3,233
- 2010年（平成22年）：3,361
- 2011年（平成23年）：3,381
- 2012年（平成24年）：3,444
- 2013年（平成25年）：3,678
- 2014年（平成26年）：3,723
- 2015年（平成27年）：3,819
- 2016年（平成28年）：4,045
- 2017年（平成29年）：4,171
- 2018年（平成30年）：4,310
- 2019年（令和元年）：4,630
- 2020年（令和2年）：4,672
- 2021年（令和3年）：4,795
- 2022年（令和4年）：5,023

### 比恵町
- 2001年（平成13年）：2,387
- 2002年（平成14年）：2,403
- 2003年（平成15年）：2,446
- 2004年（平成16年）：2,491
- 2005年（平成17年）：2,506
- 2006年（平成18年）：2,542
- 2007年（平成19年）：2,466
- 2008年（平成20年）：2,669
- 2009年（平成21年）：2,790
- 2010年（平成22年）：2,933
- 2011年（平成23年）：3,077
- 2012年（平成24年）：3,159
- 2013年（平成25年）：3,265
- 2014年（平成26年）：3,377
- 2015年（平成27年）：3,375
- 2016年（平成28年）：3,594
- 2017年（平成29年）：3,742
- 2018年（平成30年）：3,953
- 2019年（令和元年）：4,006
- 2020年（令和2年）：4,051
- 2021年（令和3年）：4,081
- 2022年（令和4年）：4,244

## 施設

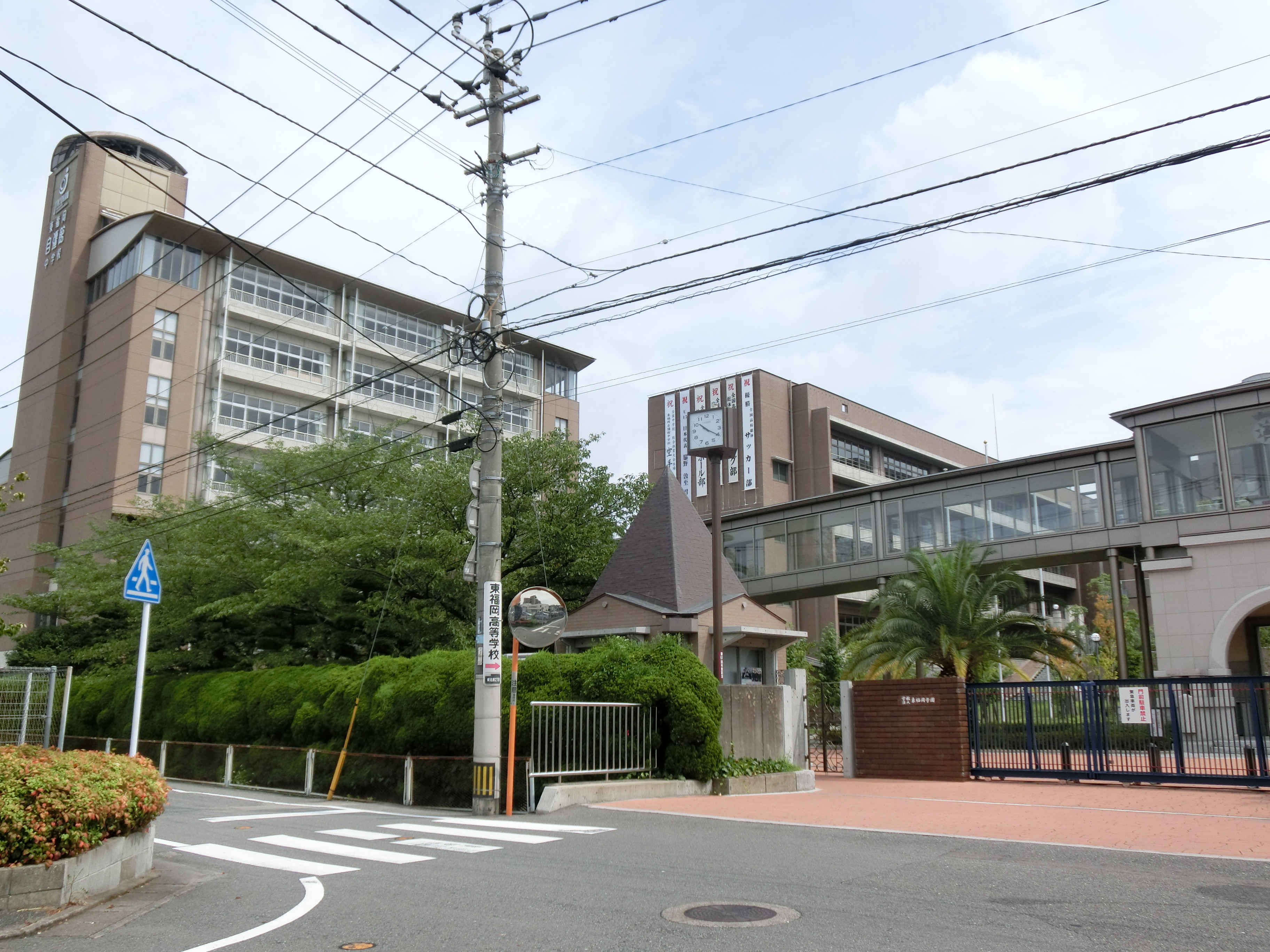
東福岡自彊館中学校・東福岡高等学校

- 比恵公園
- 津屋公園
- 東福岡自彊館中学校・東福岡高等学校
- 東光小学校
- 東光公民館

## 交通

### 道路
- 福岡高速環状線
  - 榎田出入口
- 国道3号
  - 東比恵交差点～榎田交差点間は百年橋通り
- 福岡県道112号福岡日田線
- 福岡県道555号桧原比恵線（百年橋通り）
- 筑紫通り

### 鉄道
- 福岡市地下鉄空港線
  - 東比恵駅

### バス
- 西鉄バス
  - 筑紫通り：瑞穂
  - 国道3号・県道112号福岡日田線：東比恵二丁目・東比恵一丁目
  - 県道112号福岡日田線：比恵
  - 国道3号・百年橋通り：東光小学校前